# Судково
Судково (бел. Судко́ва, або Судко́ў) — агрогородок в Хойникском районе Гомельской области Республики Беларусь. Административный центр Судковского сельсовета.

## География
Расположен в 3 км на запад от районного центра и железнодорожной станции Хойники (на ветке Василевичи — Хойники от линии Гомель — Калинковичи), 107 км от Гомеля.
Поблизости находятся месторождения суглинков и железняка.

### Гидрография
В 4 км на запад от агрогородка расположено водохранилище Судково.

## Транспортная сеть
Транспортные связи по просёлочной, а затем автодорогам, которые отходят от Хойники. Планировка состоит из 2 прямолинейных широтной ориентации и параллельных между собой улиц. Застройка двусторонняя, деревянная, усадебного типа.

## История

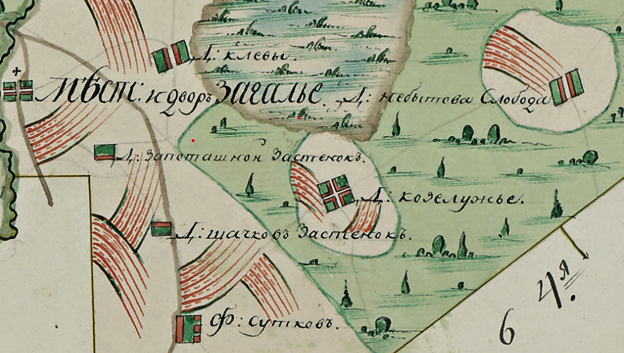
Фольварк Сутков и застенок Шачков на схематическом плане Речицкого повета 1800 г.

Согласно письменным источникам известна с 1796 года как селение Судков в Речицкой округе Черниговского наместничества [Ірина Петреченко «Камеральное описание… Речицкой округи» 1796 р.: інформаційний потенціал пам’ятки. // Днепровский паром. Природное единство и историко-культурное взаимодействие белорусско-украинского пограничья / Материалы международной конференции (26-27 апреля 2018 г., г. Гомель). — Минск, 2018. С. 72], позднее Речицкого уезда Минской губернии.

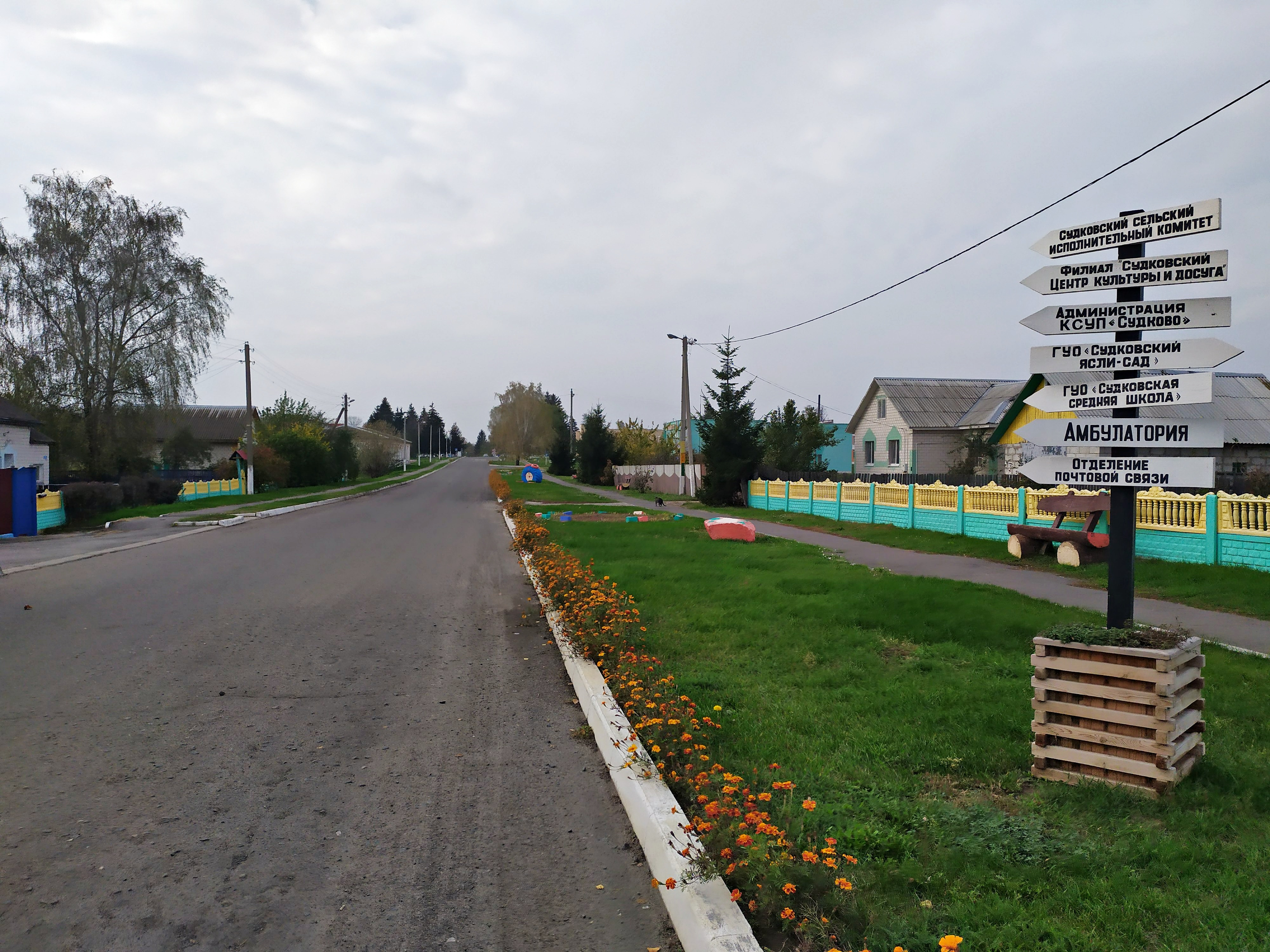

Помещик Сараев владел в 1869 году в деревне 437 десятинами земли. По ревизским материалам 1850 года в Речицком уезде Минской губернии. Рядом находился фольварк, в котором в результате пожара 21 мая 1907 года сгорели винокуренный завод и 3 двора.
В 1920-е годы организован совхоз «Судково», работали крахмальный завод (с 1912 года), стальмашня, кузница, рымарская мастерская. Во время Великой Отечественной войны партизаны разгромили крупное хозяйство, созданную здесь оккупантами. На фронтах и в партизанской борьбе погибли 194 земляка — жители Дворищанского сельсовета, память о них увековечивает стела, поставленная в центре деревни. Центр совхоза «Судково». Располагаются средняя школа, Дом культуры, библиотека, детские ясли, амбулатория, отделение связи, швейная мастерская, столовая, магазин, детский сад. В 1986 году построены кирпичные дома на 50 квартир, в которых разместились переселенцы из загрязнённых радиацией мест после катастрофы на Чернобыльской АЭС.
Решением Хойникского районного Совета депутатов от 29 сентября 2009 года № 36 «О преобразовании некоторых населённых пунктов Хойникского района в агрогородки» деревня Судково преобразована в агрогородок Судково.
До 31 декабря 2009 года в Дворищанском сельсовете, который переименован в Судковский.

## Население
- 1850 год — 17 дворов
- 2004 год — 639 жителей, 244 хозяйства
- 2021 год — 577 жителей, 213 хозяйств

## Инфраструктура
Средняя школа, детский сад, амбулатория, почтовое отделение, торговые объекты.

## Экономика
- КСУП «Судково»
- Производственный цех по обжарке зёрен кофе

## Культура
- Судковский Центр культуры и досуга — Филиал ГУК «Хойникский районный Дом культуры»
- Музей ГУО «Судковская средняя школа»

До 2021 года в Судково как филиал Хойникского районного краеведческого музея действовал музей «Трагедии Чернобыля» , в 2021 году он закрыт, экспозиция перенесена в краеведческий музей, где создана экспозиция «Трагедии Чернобыля».

## События и мероприятия
В ноябре 2014 года прошёл районный фестиваль «Дажынкi».

## Достопримечательность
- Хозпостройка. Конец XIX — начало XX вв.
- Памятник погибшим жителям в годы Великой Отечественной войны. Установлен в 1969 году около Дома культуры. Памятник оцифрован в рамках проекта "Цифровая звезда"[4]